# 1991 a légi közlekedésben
Ez a lista az 1991-es év légi közlekedéssel kapcsolatos eseményeit tartalmazza.

## Események

### február
- február 1. – A Los Angeles-i repülőtéren összeütközött a US Airways 1493-es és SkyWest 5569-es járata fel és leszállás közben. Összesen 35-en vesztették életüket a tragédiában, további 29-en pedig megsérültek.[1]

### március
- március 3. – A United Airlines 585-ös járata a a Colorado Springs-i repülőtértől nem messze dugóhúzóba került, majd lezuhant. A becsapódás a fedélzeten tartózkodó mind a 25 főt megölte.[2]

### szeptember
- szeptember 11. – A Laredotól Houstonig közlekedő Continental Express 2574-es járata váratlanul lezuhant az út felénél. Mind 14 fő aki a fedélzetén tartózkodott életét vesztette. A katasztrófát az okozta, hogy a karbantartó munkások nem megfelelően szerelték vissza a jobb oldali szárnyat egy kisebb javítás után, ami emiatt leszakadt az út során.[3]

### november
- november 20. – Karakend település közelében. Az Azeri Légierő egyik Mi–8-as helikopterét, amely békefenntartó feladatokban vett részt és többek között orosz és kazah hivatalnokokat is szállított, lelőtték. A gépen utazó 19 fő és a 3 fős személyzet életét vesztette.[4][5][6]